# Campagne transalpine dei Confederati
Le Campagne transalpine dei Confederati (in tedesco Ennetbirgische Feldzüge) furono una serie di operazioni militari condotte nel XV secolo e all'inizio del XVI dai cantoni svizzeri a ridosso delle Alpi con il fine di ottenere un controllo sui territori a sud delle loro frontiere. Le campagne consolidarono i possessi confederati sui territori dell'attuale Ticino e il possesso della Valtellina, Chiavenna e Bormio da parte dei loro alleati grigionesi (radunati nel patto delle Tre Leghe). In alcune fasi gli svizzeri occuparono altri territori in Val d'Ossola e in Lombardia, ma persero o non riuscirono a mantenere questi possedimenti.
Al termine di questo periodo la Svizzera cessò ogni tentativo di espansione al sud delle Alpi e le frontiere rimasero immutate fino al periodo delle guerre rivoluzionarie francesi.

## Storia
Nel 1403, Uri e Obvaldo si allearono con la Leventina, nel 1407 un analogo accordo con i baroni de Sacco, che controllavano la val Mesolcina fino a Bellinzona. Uri nel 1410 siglò un patto di conborghesia perpetuo con la valle d'Orsera. Nel 1410 i de Sacco cedettero la signoria su Bellinzona a Uri e Obvaldo.
A partire al 1407 vi furono, oltre a questi accordi, delle azioni militari condotte dai due cantoni confederati nelle valli di Ossola, Vallemaggia e valle Verzasca. Nel 1418 il controllo su queste contrade venne riconosciuto dall'Imperatore Sigismondo. Con la vittoria nella battaglia di Arbedo del 1422, Milano riprese il controllo su tutti questi territori. Ai Confederati non rimase che l'esenzione da ogni pedaggio sul territorio del Ducato.
Negli anni seguenti Uri in particolare continuò a mantenere una politica aggressiva con esiti alterni. Nel 1441 la Leventina venne data in pegno a Uri. Nel 1449 i Confederati furono sconfitti nella battaglia di Castione e nel 1450 fu siglata una pace con Francesco Sforza che nel 1466 riconobbe a Uri il controllo della Leventina. Nel 1478 gli svizzeri ritornarono a sud di Bellinzona. A questa azione fece seguito la Battaglia dei Sassi Grossi del 28 dicembre con la disfatta ducale. A seguito di questa sconfitta il capitolo del Duomo di Milano riconobbe il dominio di Uri sulla Leventina. Nel 1487 fu la volta del Vallese, che tentò un'azione militare mirante al controllo della Val d'Ossola, tentativo fallito con la sconfitta nella Battaglia di Crevola.
Gli svizzeri ebbero un ruolo importante nelle guerre italiane di fine secolo, con la presenza di mercenari spesso in entrambi i campi. Nonostante l'alleanza militare tra la Confederazione e la Francia, truppe mercenarie provenienti da Uri e dai cantoni vicini occuparono nel 1495 la Valle di Blenio e la Riviera e nel 1500 ripresero Bellinzona. Con la pace di Arona del 1503, Luigi XII riconobbe questi territori a Uri, Svitto e Nidvaldo.
Sotto l'influsso del cardinale Matthäus Schiner nel 1509 la Confederazione rinunciò all'alleanza con la Francia per sottoscrivere un trattato con la Santa Sede di papa Giulio II, che intendeva rompere il dominio francese sulla Lombardia. Con le battaglie di Pavia del 1512 quella di Novara e la spedizione di Digione del 1513, la Confederazione riuscì di fatto ad avere il controllo sulla Lombardia, ponendo sul trono di Milano il duca Massimiliano Sforza. Fino alla sconfitta subita nella Battaglia di Marignano i Confederati ebbero parte sia con operazioni autonome, con l'estensione del controllo sul Ticino meridionale, Lugano, Mendrisio e Locarno e valli, sia come mercenari nei vari eserciti coinvolti nel conflitto. A queste azioni si aggiungono la sottomissione della val d'Ossola e l'occupazione da parte della Lega Grigia di Valtellina, Chiavenna e Bormio.
Le conquiste dei Confederati sui territori ticinesi vennero confermate nella pace perpetua siglata nel 1516 con Francesco I ad eccezione della valle d'Ossola che tornò sotto Milano. Con questo atto terminarono le azioni autonome degli svizzeri a sud delle Alpi e per i successivi trecento anni le frontiere meridionali della Confederazione rimasero immutate. L'attività mercenaria dei Confederati venne regolamentata con la Francia nel 1521.